# Kaplica Królewska w Gdańsku
Kaplica Królewska – barokowa kaplica katolicka na Głównym Mieście w Gdańsku.

## Historia
Powstała w latach 1678–1681 z inicjatywy gdańskich katolików z pomocą króla Jana III Sobieskiego. Wybudowana została jako tymczasowa kaplica katolicka dla wiernych w czasie, gdy kościół Mariacki był w rękach protestantów. Zbudowana za pieniądze pozostawione na ten cel w testamencie prymasa Rzeczypospolitej Andrzeja Olszowskiego (80 000 złotych) uzupełnione darowizną króla (20 000 złotych). Domniemanym architektem kaplicy był Tylman z Gameren, budowniczym Barthel Ranisch, a twórcą wystroju wnętrza Andreas Schlüter.

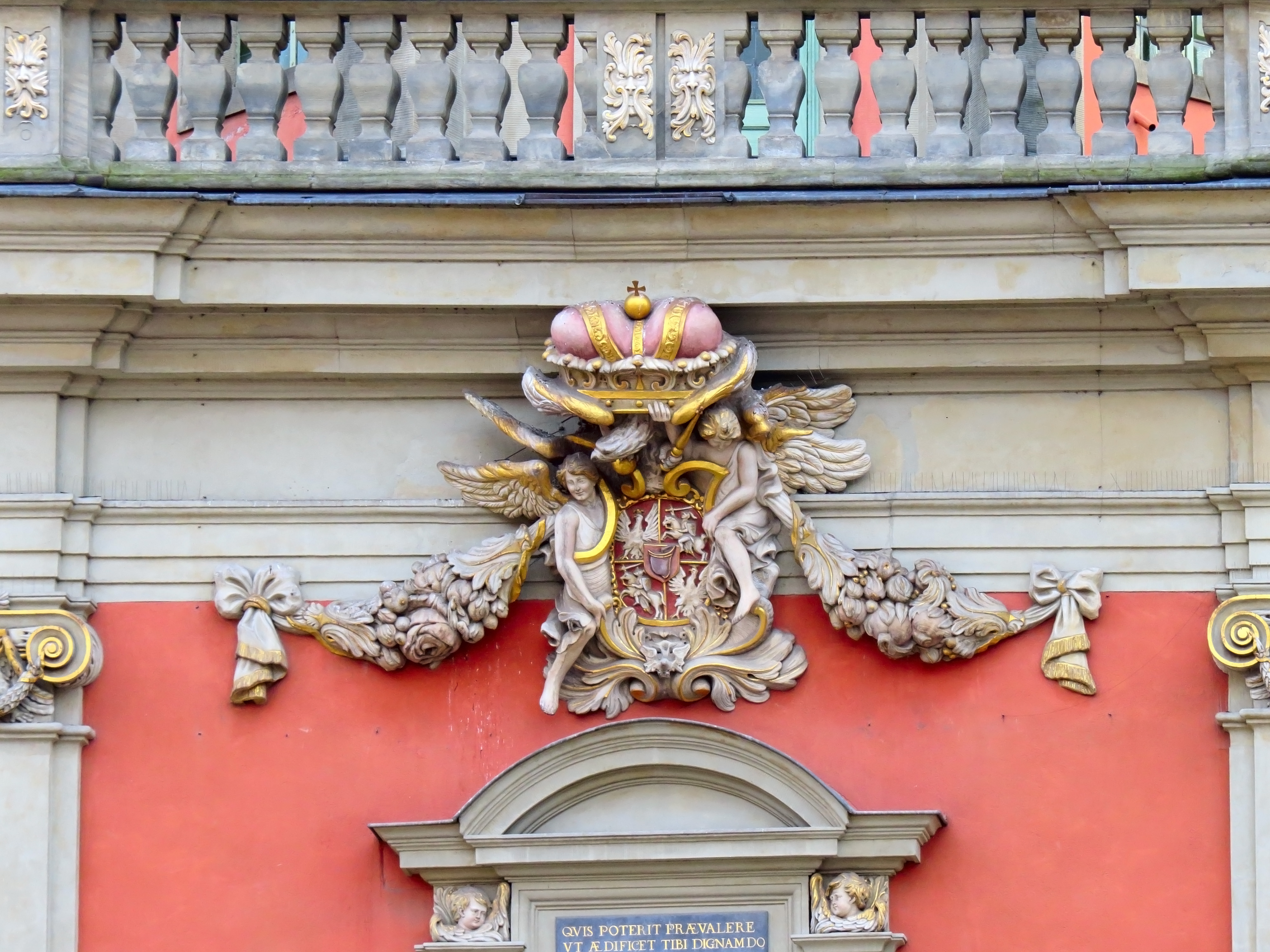
Kartusz z herbem I Rzeczypospolitej z czasów Jana III Sobieskiego
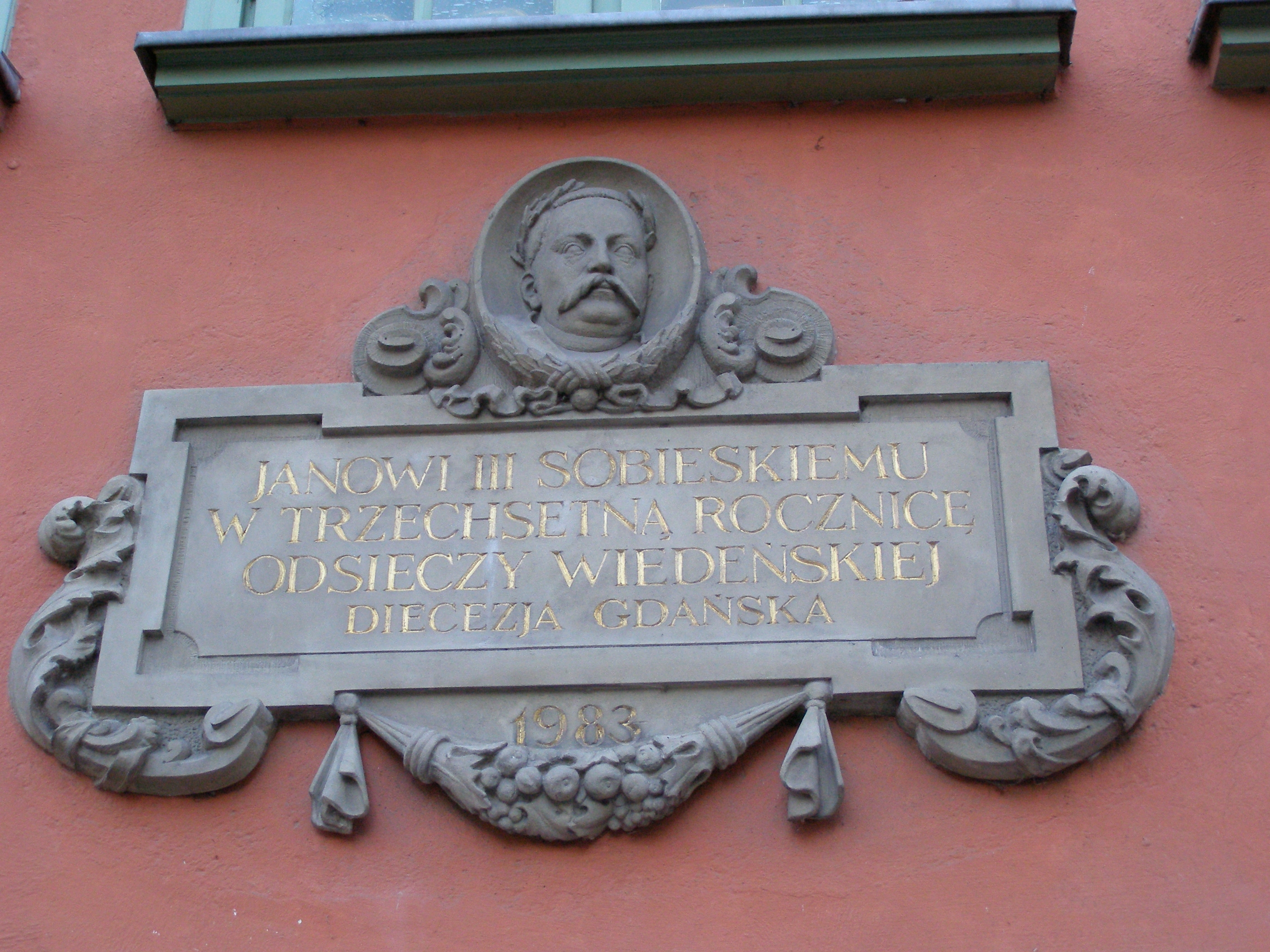
Tablica upamiętniająca króla Jana III Sobieskiego
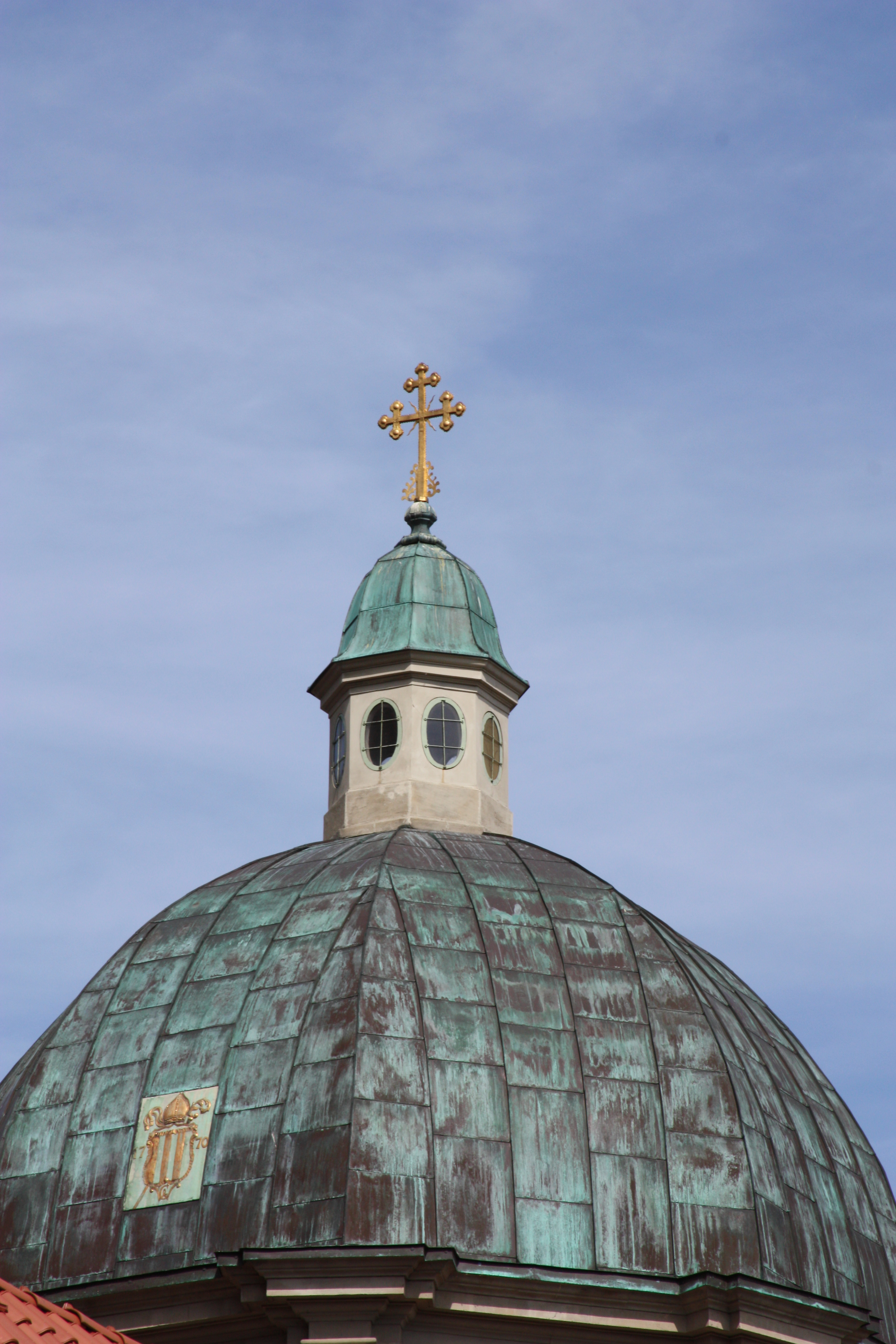
Kopuła kaplicy